# Plectrocnemia australica
Plectrocnemia australica là một loài Trichoptera trong họ Polycentropodidae. Chúng phân bố ở miền Australasia.